# Necrolestes
Necrolestes patagonensis ("predatore di tombe" o "ladro dei morti" + Patagonia) è un mammifero estinto, ritenuto forse un marsupiale, che visse in Sudamerica nel Miocene inferiore.
Circa un terzo dello scheletro dell'animale - comprendente la maggior parte del cranio - è stato ricostruito a partire da ossa dissociate di vari individui. La mascella si incurva verso l'alto alla punta, sostenendo, forse, un'appendice carnosa simile ai tentacoli sensoriali della talpa dal muso stellato. Necrolestes viene talvolta ricostruito anche come una creatura simile ad una talpa. Probabilmente si nutriva di insetti o vermi.
La sua classificazione non è stata risolta definitivamente a causa della spiccata apomorfia e della presenza di un'anatomia diversa da quella di ogni altro mammifero conosciuto, vivente od estinto. Appartiene più probabilmente al lignaggio dei marsupiali (Metatheria). D'altra parte, sulla base degli attuali dati disponibili, non si può escludere la possibilità che fosse un eutero. Un esame di altri resti verrà presto pubblicato sulla rivista scientifica Ameghiniana.